# Svarthövdens huvud
Svarthövdens huvud är en sjö i Ronneby kommun i Blekinge och ingår i Nättrabyåns huvudavrinningsområde.